# バッチャーニ広場

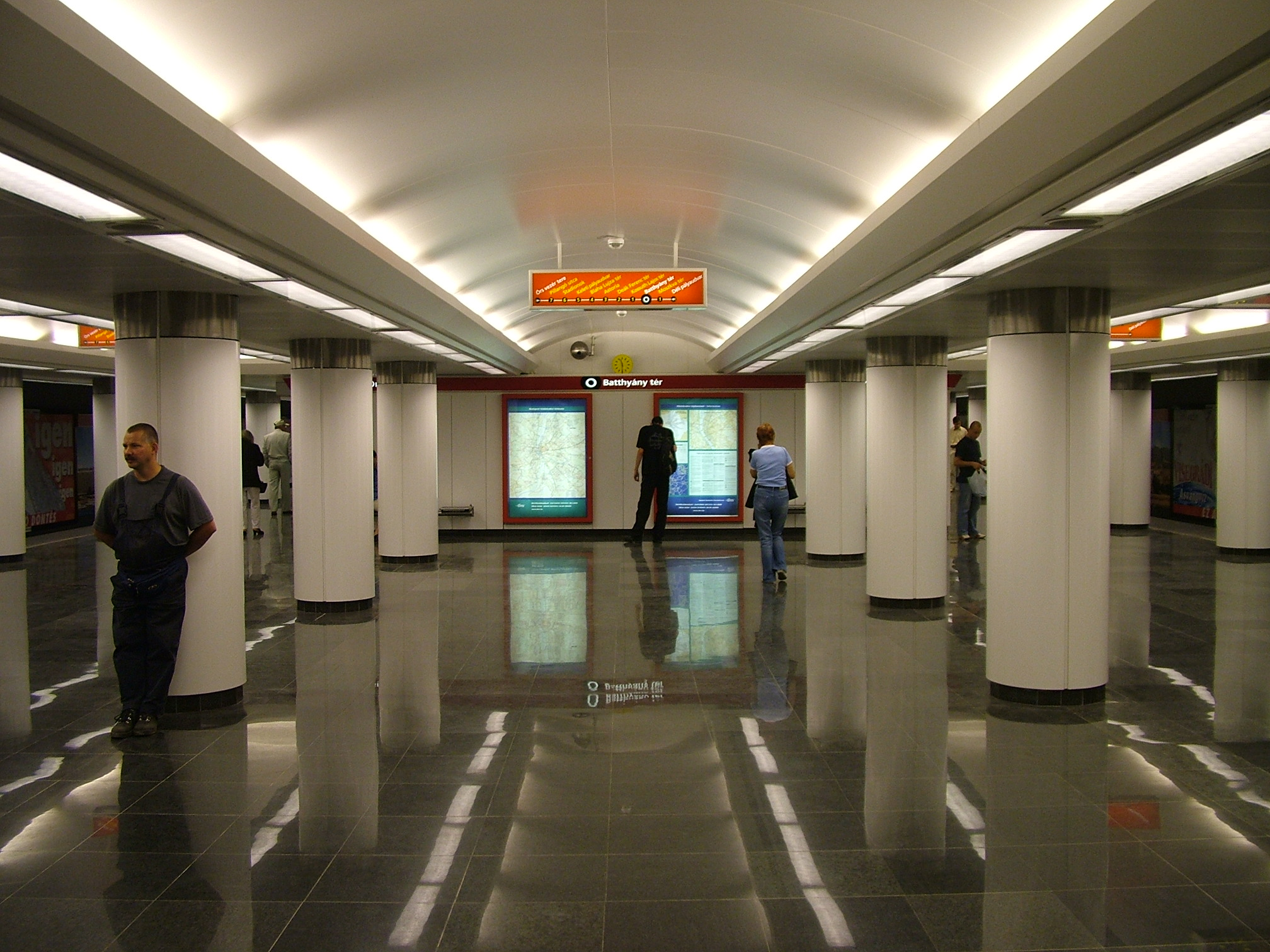
ブダペスト地下鉄2号線のバッチャーニ広場駅

バッチャーニ広場（洪:Batthyány tér）とは、ハンガリーブダペストのブダ地区にある広場である。ドナウ川に面しており、対岸には国会議事堂が建っている。

## 概要
バッチャーニ広場の名前はハンガリー王国の初代首相であったバッチャーニ・ラヨシュから取られており、2008年には彼の像が建立された。現在、この広場は市場としても有名である。
また、過去には1740年から1762年の間、聖アンナ教会（Szent Anna-templom）と言うバロック建築様式の教会が建っていたと記されている。 

## 交通
ブダペスト地下鉄2号線のバッチャーニ広場駅が広場の下に存在する。また、ブダペスト郊外電車がこの広場から出ており、センテンドレとを結んでいる。
また、フォー通りがこの広場を横切っており、ブダペスト王宮の丘ケーブルカーの乗り場やセーチェーニ鎖橋に繋がっている。